# Basilika St. Johannes der Täufer (Stettin)

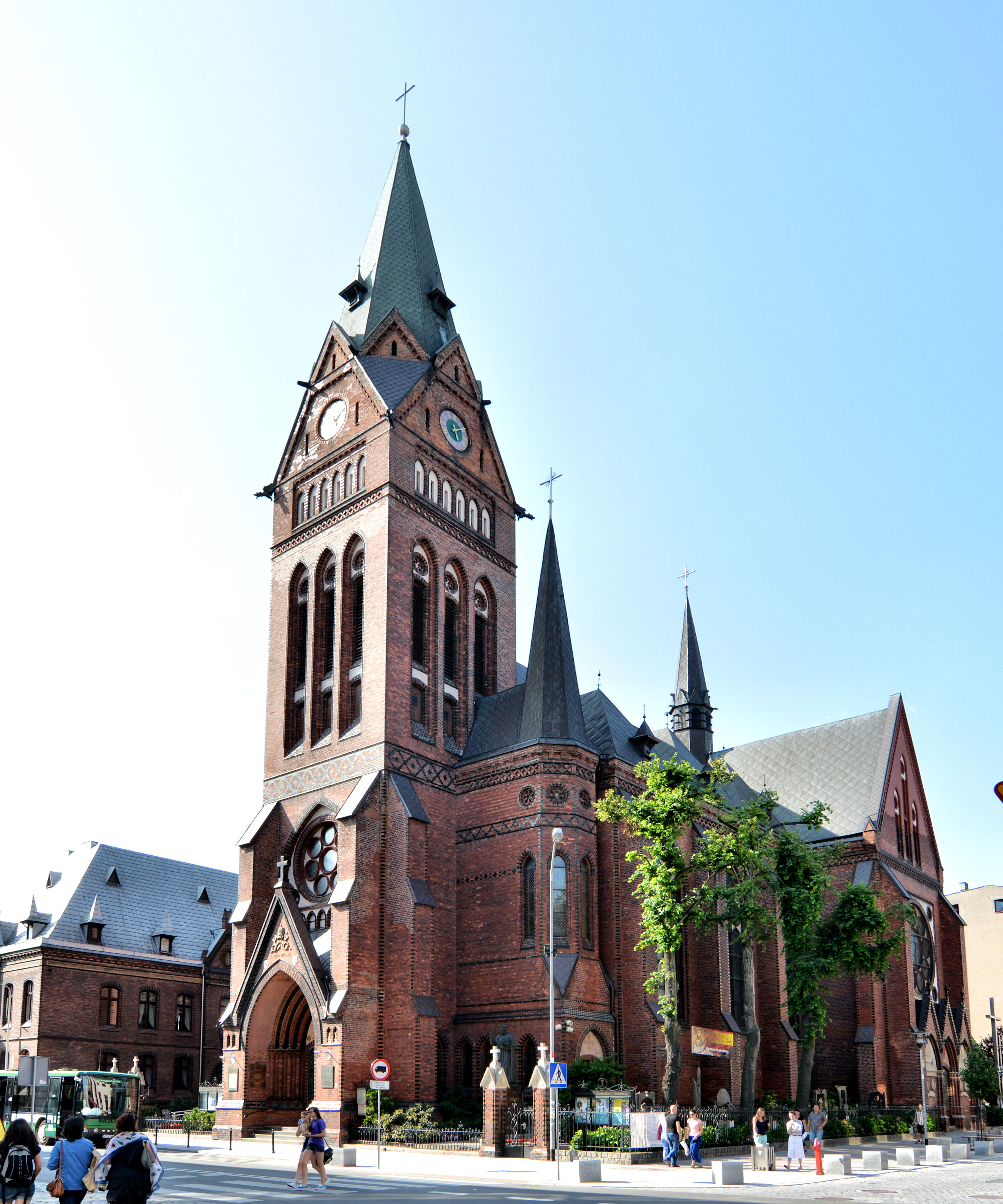
Johannesbasilika

Die Basilika St. Johannes der Täufer (polnisch Bazylika św. Jana Chrzciciela) ist eine römisch-katholische Kirche im Stadtzentrum von Stettin, Polen. Die Kirche im Erzbistum Stettin-Cammin ist Johannes dem Täufer gewidmet und trägt den Titel einer Basilica minor.

## Geschichte

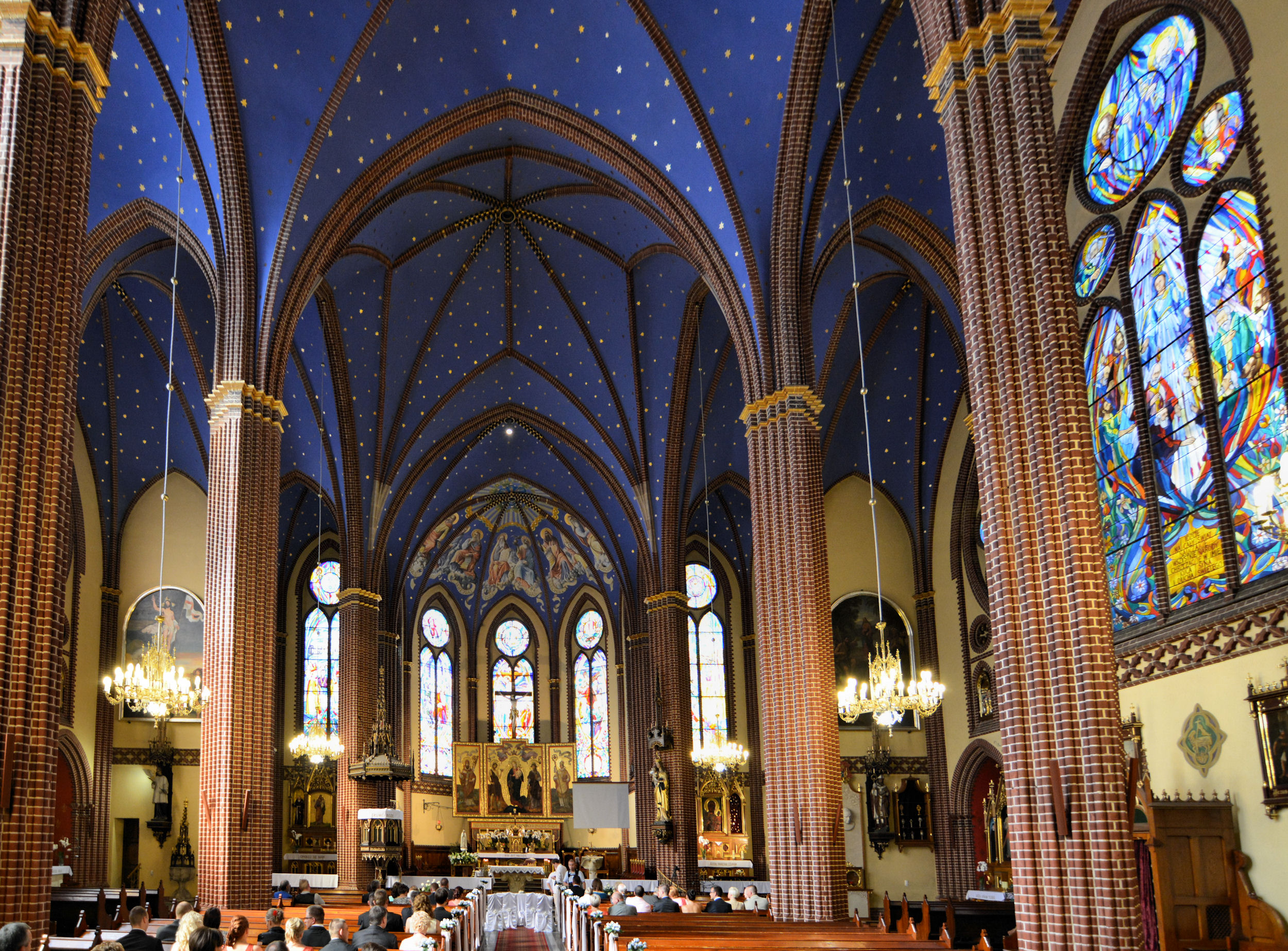
Innenraum der Basilika

Die Kirche wurde in den Jahren 1888 bis 1890 in der katholischen Diaspora im lutherischen Stettin gebaut. Die neugotische Hallenkirche auf dem Grundriss eines lateinischen Kreuzes wurde durch den Architekten Engelbert Seibertz aus Berlin entworfen. Die Kirche wurde am 30. September 1890 vom Breslauer Bischof Georg von Kopp geweiht. Für die polnischen Gläubigen war bis 1914 ein Vikar zuständig. Bis 1931 war St. Johannes der Täufer die einzige römisch-katholische Kirche in Stettin.
Während des Krieges richtete die Gestapo ihre Aktion Fall Stettin gegen die Katholiken in der Stadt, bei der die drei Priester Carl Lampert, Friedrich Lorenz und Herbert Simoleit gefoltert und ermordet und viele Gläubige verhaftet wurden. 1944 brannten das Dach der Kirche, der Turmhelm und der Glockenturm nieder. Nach dem Krieg wurde die Kirche wieder aufgebaut, aber die ursprüngliche Form des achteckigen, pyramidenförmigen Turmhelms wurde erst in den 1980er Jahren wieder errichtet. Die metallenen Wasserspeier in Form von geflügelten Drachen an den Ecken und Portalen der Kirche sind charakteristisch.
Die ursprüngliche Ausstattung mit den neugotische Seitenaltären, der Kanzel und den Buntglasfenster blieb erhalten. Der Hauptaltar, der Unserer Lieben Frau Königin von Polen gewidmet ist, stammt aus den Jahren 1960 und 1961. In der Vorhalle befinden sich Gemälde mit vier Evangelisten. Im linken Seitenschiff hängt eine Gedenktafel für die im Ersten Weltkrieg gefallenen 111 Gemeindemitglieder – ein Großteil der Namen ist polnisch. 1994 wurde im linken Flügel des Querschiffs eine zweisprachige, polnisch-deutsche Gedenktafel aufgestellt zur Erinnerung an die Verhaftungen 1943 durch die Gestapo.
Das Gebäude ist seit 1984 denkmalgeschützt. Im Jahr 2008 erhob Papst Benedikt XVI. die Kirche in den Rang einer Basilica minor.